# La France renaissante
La France renaissante est une statue équestre en bronze installée sur l'île aux Cygnes et le pont de Bir-Hakeim à Paris. Réalisée par le Danois Holger Wederkinch en 1930, elle a été donnée à la ville de Paris par la communauté danoise. Initialement destinée à représenter Jeanne d'Arc, son esthétique guerrière a retardé son installation, qui eut lieu en 1958 au prix d'un changement de nom.

## Localisation
Cette statue est installée au centre du belvédère Susan-Travers, une placette située entre les deux rives de la Seine, correspondant à la pointe amont de l'île aux Cygnes, dont elle est isolée par le pont de Bir-Hakeim, et qui sert également de belvédère donnant sur la tour Eiffel.
Bien que sise à la limite entre deux arrondissements, les 16e et 15e, elle est administrativement rattachée à ce dernier.

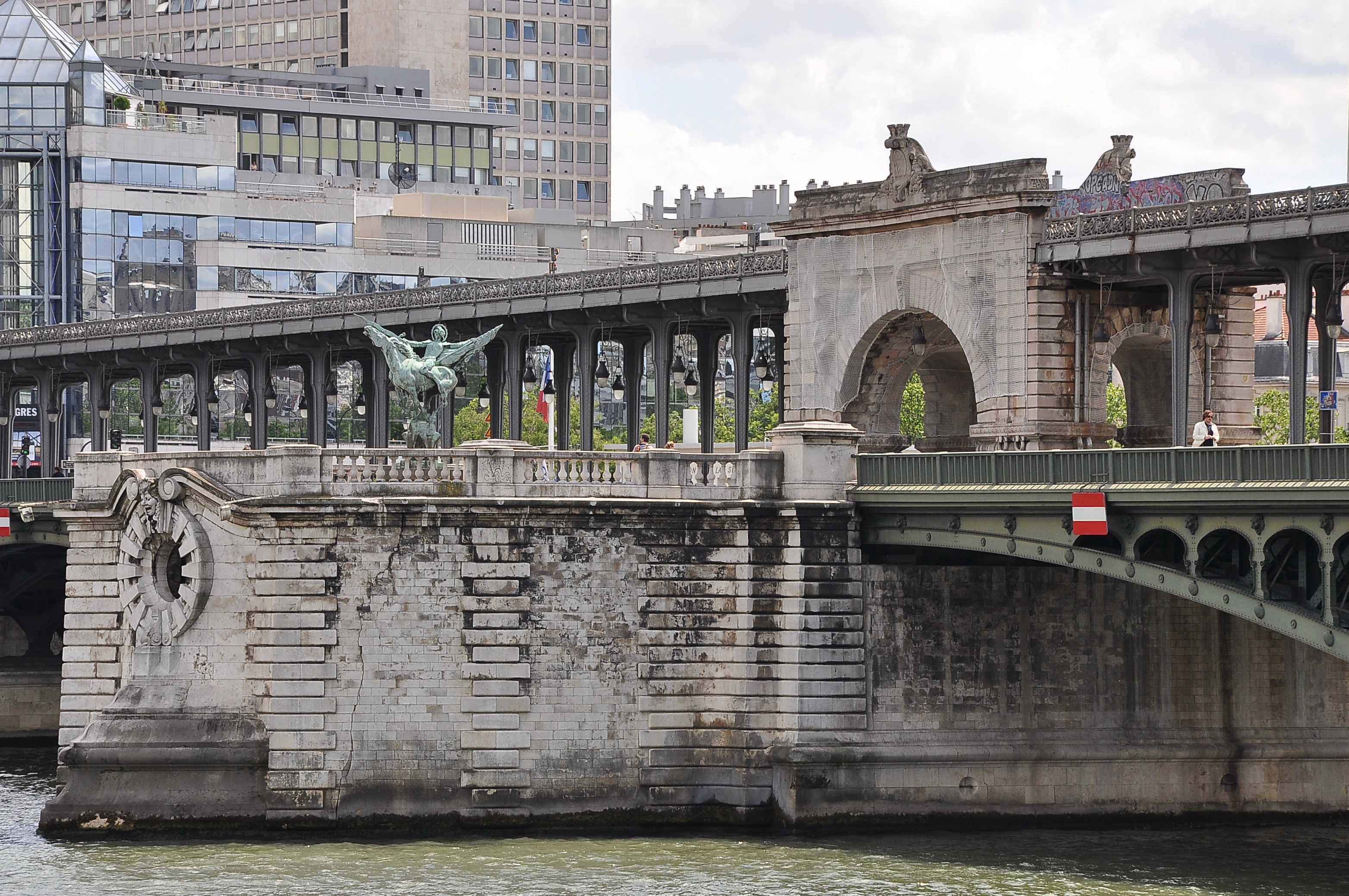
La France renaissante devant le pont de Bir-Hakeim et son viaduc de la ligne 6 du métro.

## Description
La France renaissante est une statue en bronze de 4,5 mètres de haut.
Elle représente une guerrière en cotte de mailles, coiffée d'un casque entouré par un nimbe ; celui-ci, représenté de profil, suggère que la statue est à voir de côté.
L'héroïne chevauche un coursier fougueux dont les quatre pieds sont réunis, et le museau et la queue relevés, accentuant l'impression de mouvement. Le pied de la cavalière presse le grasset du cheval. De sa main droite, elle brandit un glaive à lame ondulée, tandis que son autre main retient un étendard dont la bannière flotte au-dessus de la queue du cheval.
La statue, « animée d'un intense mouvement », est selon Gilles-Antoine Langlois « une allégorie montée sur un cheval furieux, d'un lyrisme échevelé quelque peu fantastique, coulé dans le bronze ». Jean-Jacques Lévêque décrit l'ensemble comme empreint « d'un lyrisme frénétique et assez superbement dressé face au cours de la Seine ». Pour Lida Louise Fleitmann (en), écrivaine et spécialiste équestre, le résultat est « saisissant », de « conception efficace » mais la pose « exagérée ».

## Histoire
La statue a été fondue dans l'atelier d'Alexis Rudier. Elle a été présentée au Salon de 1930,,.
Elle était initialement supposée représenter Jeanne d'Arc, dont elle est la cinquième statue à Paris, érigée tardivement après celles de la fin du XIXe siècle,,.

Statues de Jeanne d'Arc érigées à Paris à la fin du XIXe siècle
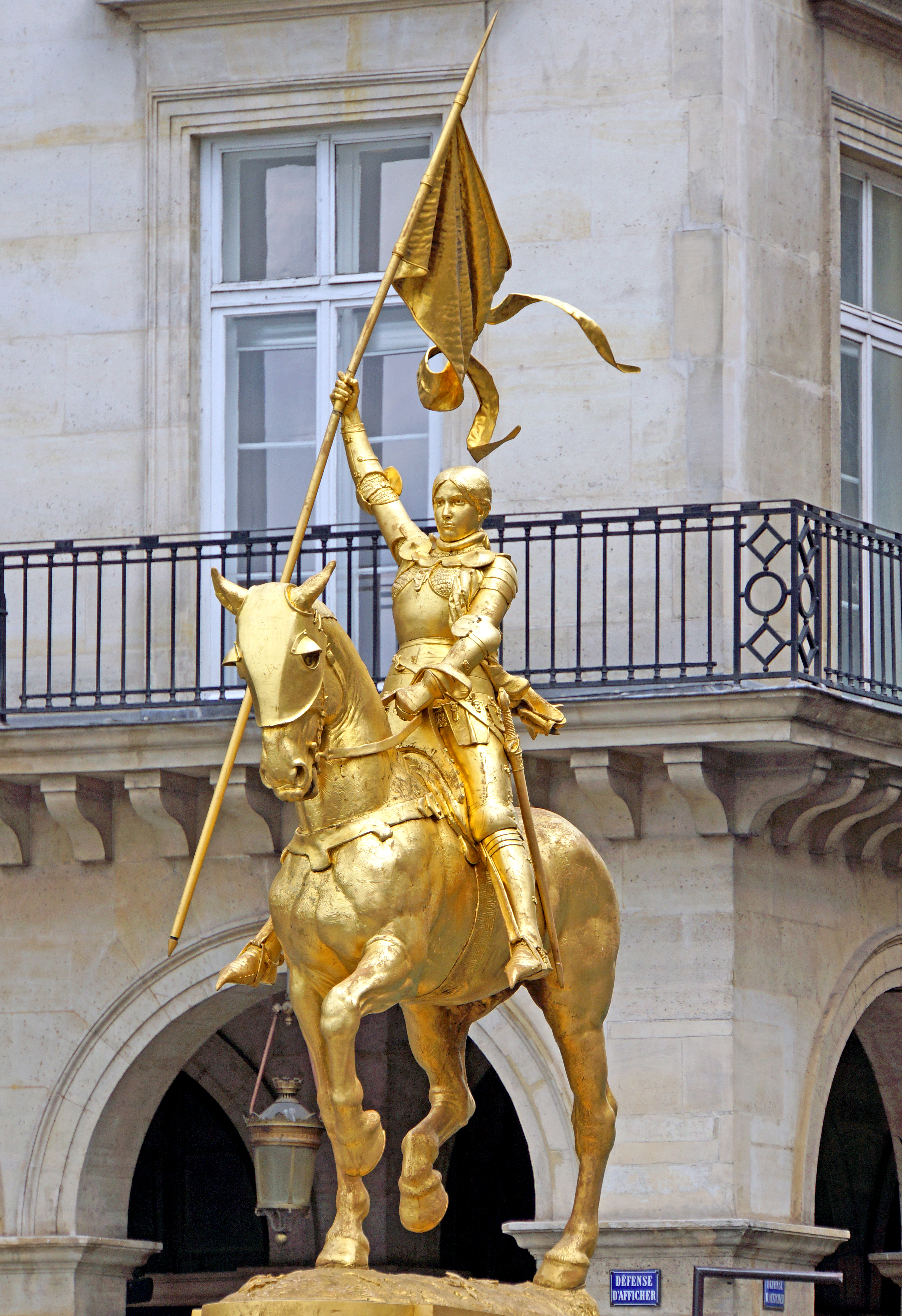
Sur la place des Pyramides, une statue équestre réalisée par Fremiet.
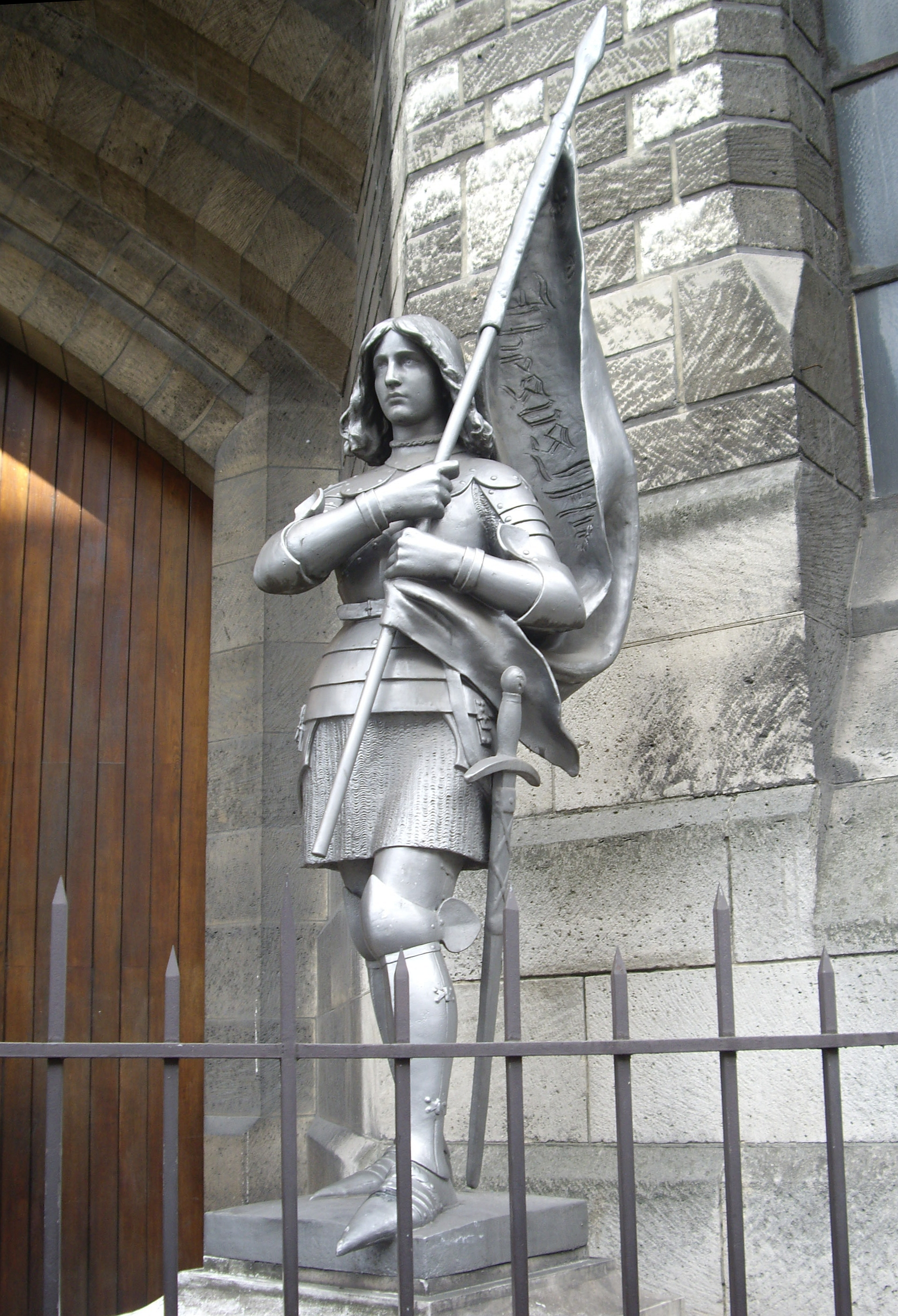
Dans la rue de la Chapelle, devant l'église Saint-Denys de la Chapelle et la basilique Sainte-Jeanne-d'Arc, une statue réalisée par Charpentier.
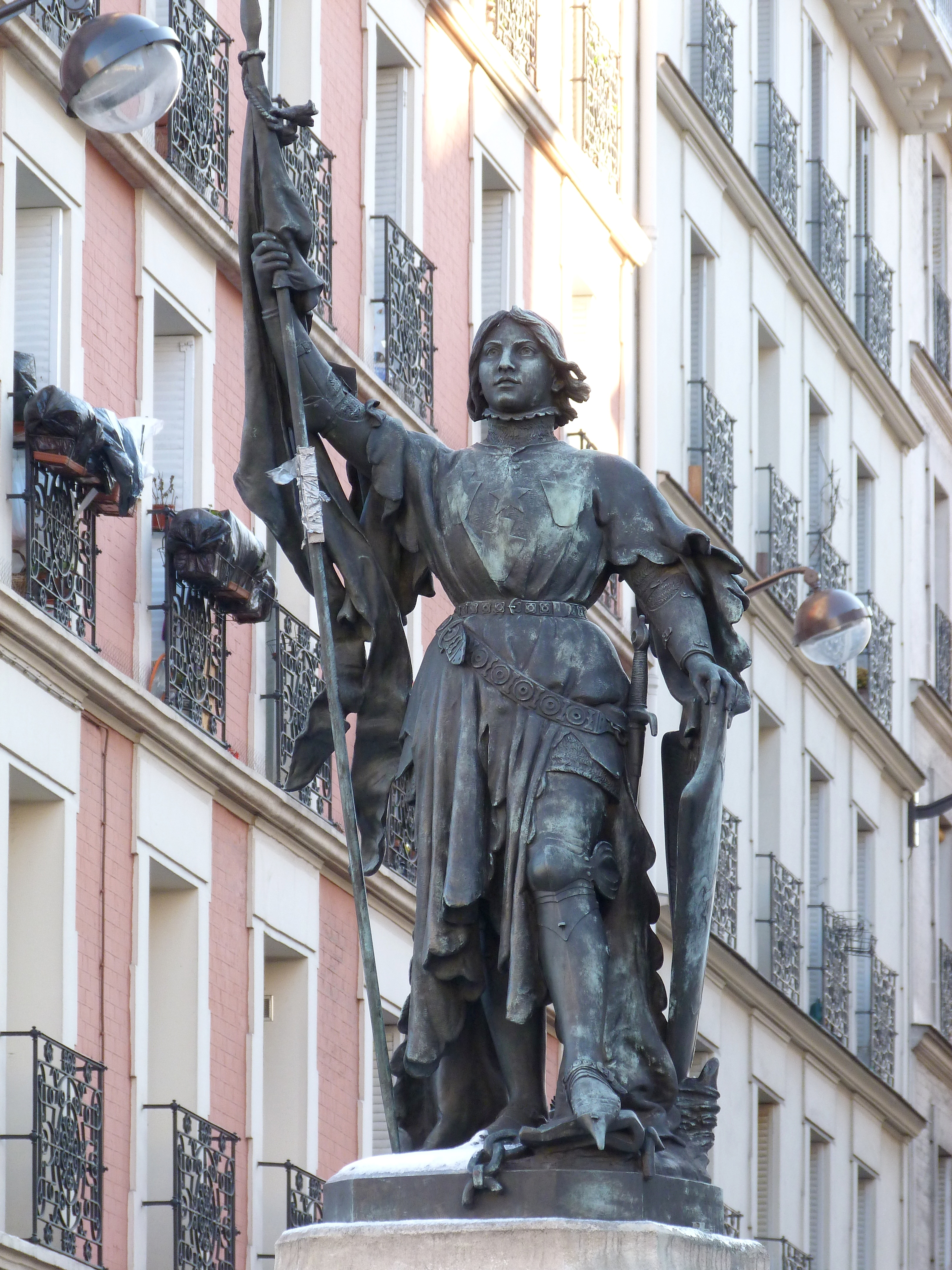
Sur le boulevard Saint-Marcel, une statue réalisée par Chatrousse.
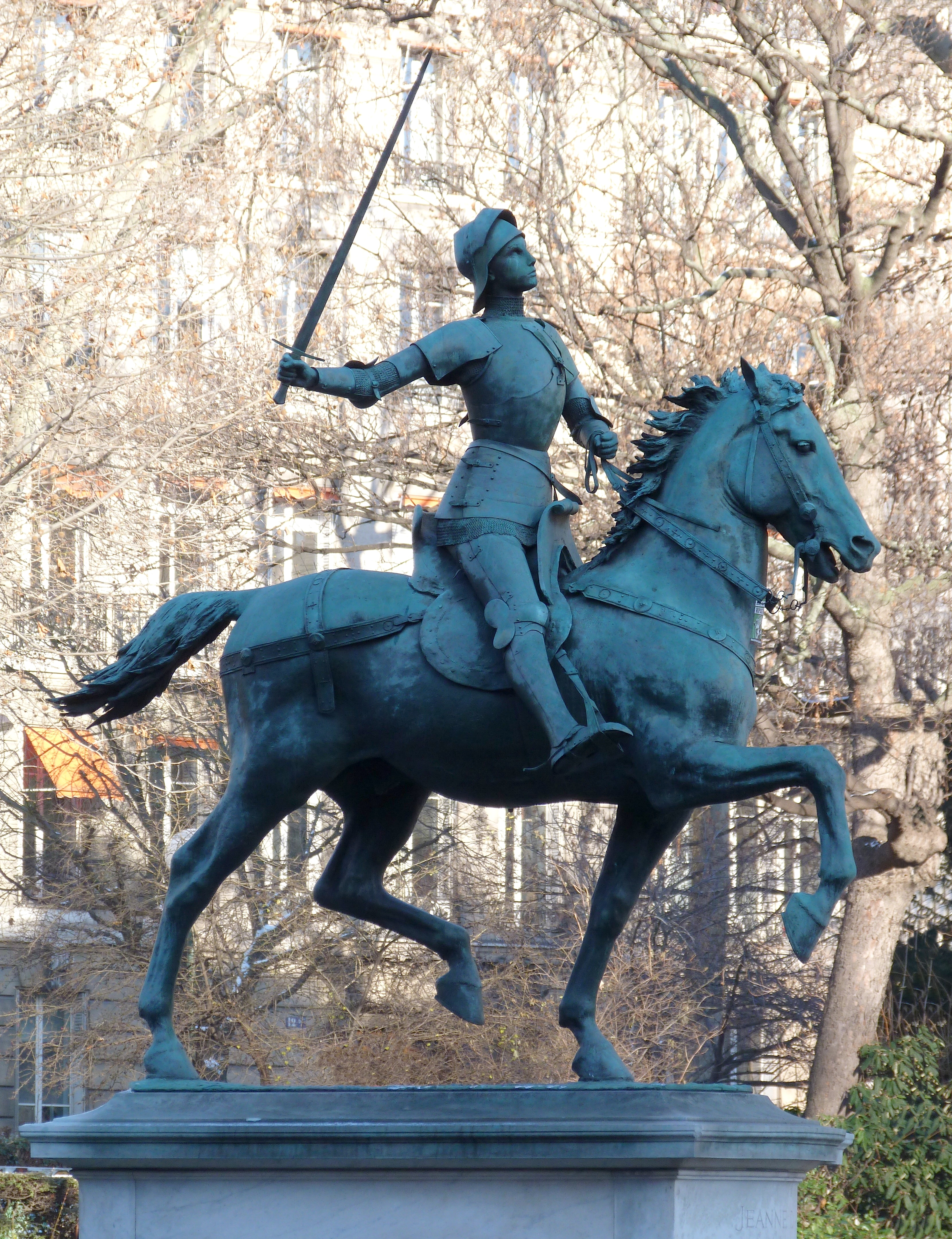
Sur la place Saint-Augustin, une statue équestre réalisée par Dubois.

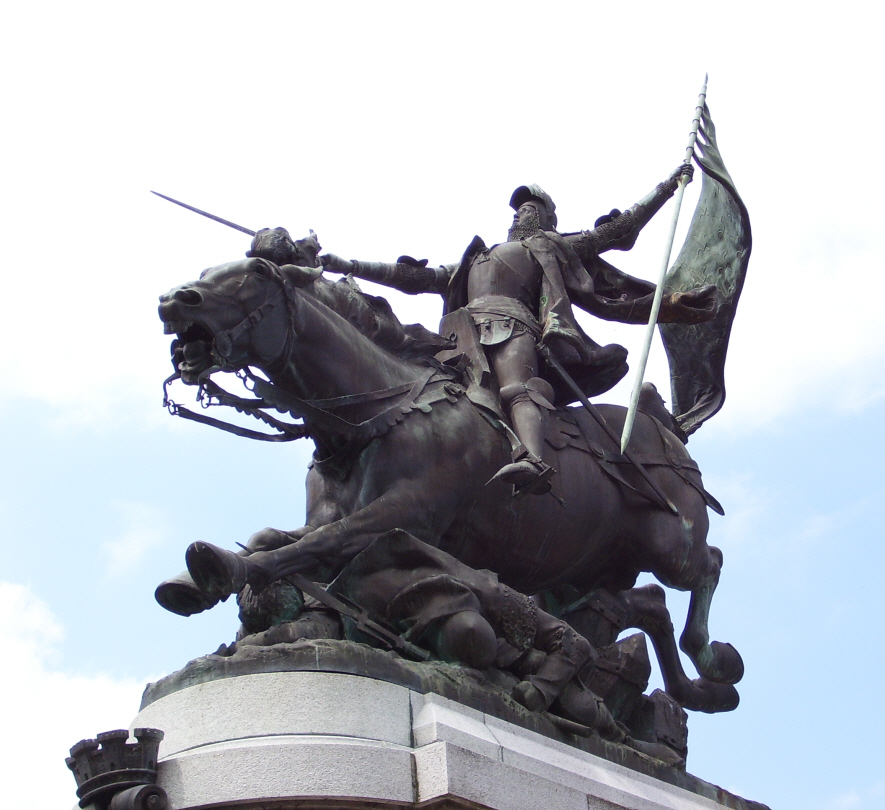
Statue de Jules Roulleau à Chinon.

Elle présente une certaine proximité avec la statue équestre réalisée en 1893 par Jules Roulleau à Chinon, et des attributs communs avec d'autres statues de l'héroïne. Néanmoins, cette esthétique n'a pas été appréciée, son caractère ayant été jugé trop emphatique et trop guerrier, contraire à l'iconographie habituelle de Jeanne d'Arc et au « sentiment national attaché à [son] image ». Ainsi, le conseil municipal de Paris y a vu une interprétation nordique de Jeanne d'Arc, proche d'une Walkyrie, en lien avec la nationalité danoise du sculpteur et de ses commanditaires. De même, la Commission centrale des monuments commémoratifs, dépendant du ministère de l'Intérieur, a émis un avis défavorable en février 1956, et certains de ses membres ont démissionné en signe de protestation.
L'ambassade du Danemark, qui était associée à Wederkinch dans ce projet depuis 1930, est intervenue. Pour éviter un incident diplomatique qui aurait pu être causé par l'oubli dans un dépôt, ou même la démolition, d'un cadeau de la communauté danoise, la statue a été rebaptisée La France renaissante. En effet, cette solution permettait de lui retirer sa portée commémorative et de lui donner un simple statut décoratif : ainsi pouvait-elle être érigée malgré l'avis de la Commission, celle-ci n'étant consultée que pour les monuments commémoratifs. Cette érection a été autorisée par un décret du 3 août 1956 et l'inauguration a eu lieu en 1958 en présence de l'ambassadeur du Danemark,,.

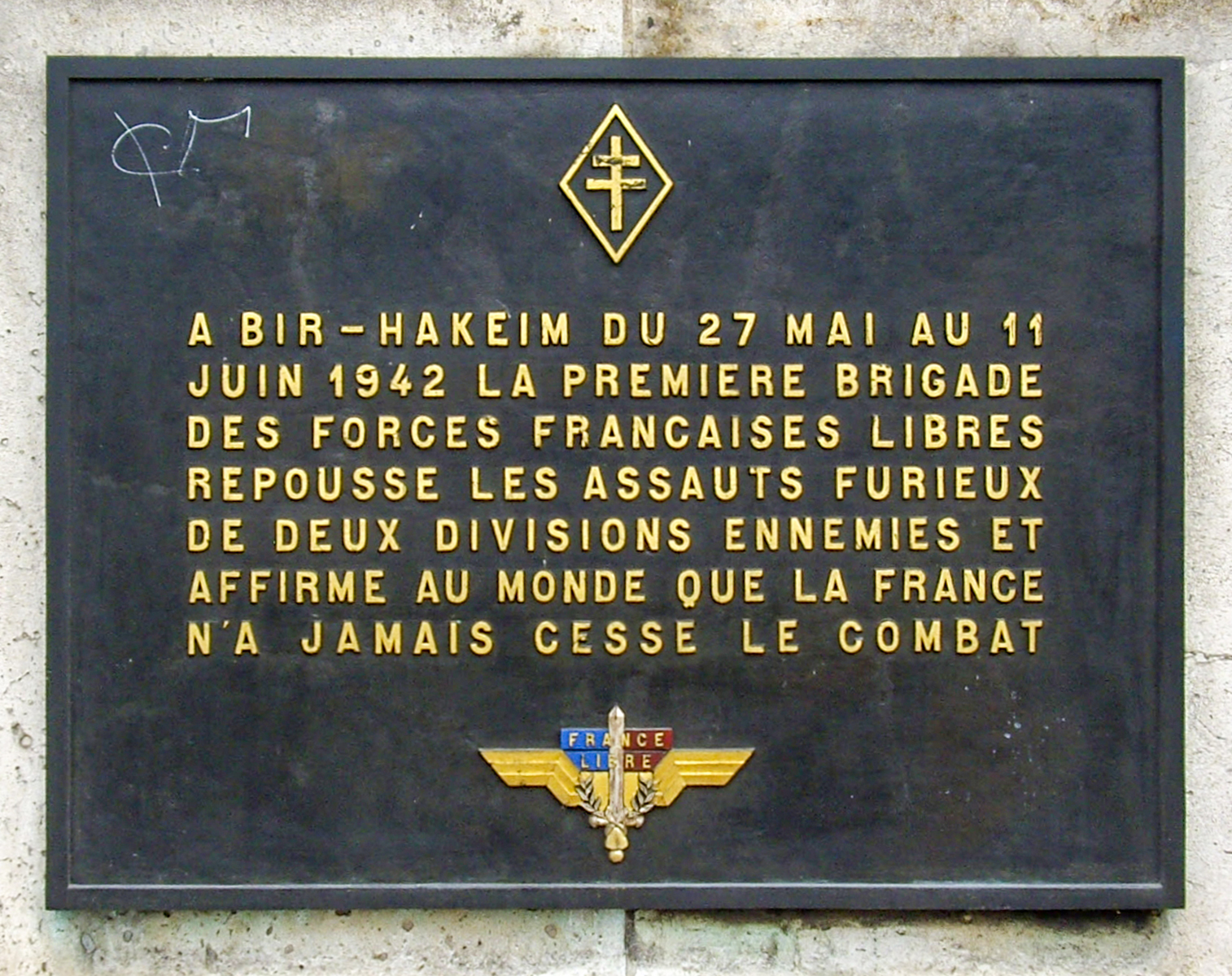
Plaque commémorant la bataille de Bir Hakeim sur le pont voisin de la statue.

De plus, ce nom permettait d'en faire une allégorie du discours tenu par de Gaulle le 18 juin 1942 au Royal Albert Hall de Londres, dans lequel il faisait référence à la bataille de Bir Hakeim, qui a donné son nom en 1949 à l'ancien pont de Passy, où la statue est installée :

« Quand, à Bir Hakeim, un rayon de sa gloire renaissante est venu caresser le front sanglant de ses soldats, le monde a reconnu la France. »

## Divers
Il en existe une maquette en bronze patiné, d'une hauteur de 98 centimètres, vendue aux enchères en 2007 par la famille du sculpteur.
En 1986, une photo de la statue, avec la tour Eiffel en arrière-plan, fait la couverture d'un numéro de la revue Monuments historiques.